# Pseudacris nigrita
A Pseudacris nigrita a kétéltűek (Amphibia) osztályának békák (Anura) rendjébe és a levelibéka-félék (Hylidae) családjába tartozó faj.

## Előfordulása
A faj az Egyesült Államok endemikus faja. Természetes élőhelye mérsékelt égövi erdők, mérsékelt égövi rétek, nedves bozótosok,  mocsarak, édesvizű lápok, pocsolyák, időszakosan elárasztott mezőgazdasági területek, csatornák, árkok. A fajt élőhelyének elvesztése fenyegeti.